# يحيئيل ميخل بينس

يحيئيل ميخل بينس (יחיאל מיכל פינס، 17 أكتوبر 1843 - 15 مارس 1913) حاخام ومفكر وكاتب صهيوني، أحد آباء الصهيونية الدينية. سميت نسبة إليه مستوطنة كفار بينس ومعهد كفار بينس الديني للبنات.
في عام 1877، طلبت لجنة ذكرى "موشيه مونتيفيوري" من بينس أن يكون ممثلهم في فلسطين، فوافق بعد أن ساءت حالته المالية. وفي أغسطس 1878، وبعد عام من المفاوضات، تم استدعاؤه إلى لندن للحصول على التعليمات النهائية. استقبله رؤساء اللجنة بحرارة لدى وصوله. وحدد راتبه بمبلغ 200 جنيه إسترليني سنويًا، وهو مبلغ متواضع في تلك الأيام، وطلبوا منه التعايش بسلام مع جميع الفصائل اليهودية في القدس وعدم التمييز بين السفارديم والأشكناز. وعلى النقيض من الترحيب الذي لقيه من رؤساء اللجنة، لقي فتوراً من جانب موشيه مونتيفيوري وسكرتيره، لأن مونتيفيوري لم يرغب في تسمية المنظمة باسمه مدعياً أن ذلك يحرجه. وأبحر بينس إلى فلسطين مباشرة بعد زيارته إلى لندن.
عند مغادرته إلى القدس، ترك بينس زوجته وبناته الأربع مع والد زوجته في مدينة موجيلوف بشرق بيلاروسيا. ولم ينضموا إليه إلا لاحقًا. عند وصوله إلى القدس استقبل باحترام من معظم الدوائر، باستثناء الدوائر المشخيليم في جريدة حبزالت التي عارضت تعيينه. إلا أن الحماس لبينس لم يدم طويلا، وسرعان ما تعرض لانتقادات من قبل إسرائيل دوف فرومكن محرر مجلة حبزالت من جهة، ومن الأوساط المتعصبة للحاخام يهوشوا ليف ديسكن من جهة أخرى. لقد تحدث أهل اليشوب القديم إلى قلب مونتيفيوري، ونتيجة لذلك لم يوافق على تحويل أمواله لصالح المستوطن الجديد.
وبعد أن دعم بينس دار الأيتام الدكتور زئيف فيلهلم هيرتسبرغ التي كانت تدرس فيها اللغات الأجنبية، خلافاً للمقاطعة التي كانت سارية في تلك الأيام ومطالبة بعدم تدريس اللغات الأجنبية في القدس، فقاطع متعصبو القدس بينس. وبعد حوالي عام، عندما أنشأ بينس مؤسسة تجمع بين الحـِرف ودراسات التوراة، صدرت مقاطعة ثانية ضد بينس، وهذه المرة شارك الحاخام ديسكن نفسه في فرض المقاطعة. لم يقبل معظم حاخامات القدس المقاطعة، وانتقد الحاخام شموئيل سالانت حملة المقاطعة وزعم أن المتعصبين هم من حرضوا الحاخام ديسكين. وأخيرا، ترأس الحاخام شموئيل سالانت محكمة سمحت بمقاطعة بينس.").
في عام 1882، شارك بينس في شراء أراضي بيتح تكفا. ووقع في مشاكل هنا أيضاً، عندما فشل في إتمام عملية الشراء، واتهمه المشترون بعدم الأمانة. تمت تسوية التهم في نهاية المطاف، لكن المرارة بقيت قائمة.
ومع وصول إليعيزر بن يهودا، أقام بينس معه صداقة قوية وأسسوا معًا شركة "إحياء إسرائيل" لتطوير اللغة العبرية وشراء الأراضي. وكان معه أحد مؤسسي "لجنة اللغة العبرية". حتى أنه ابتكر عدة كلمات في اللغة العبرية.
رحب بينس بجماعة بيلو، الذين وجدوا فيه راعيًا رغم علمانيتهم، وأسس مع ثمانية منهم جمعية للحرفيين: "عودة الصم وصانع الأقفال". فشل المشروع، لكن دعم بينس لبيلو لم ينتهي عند هذا الحد؛ لقد حصل على أموال لهم بمجازفة كبيرة واشترى أرضاً لأحباء صهيون حتى تتمكن جماعة بيلو من إقامة مستوطنة غديرا عليها.
تورط بينس في صراعات تسببت في تشويه اسمه، ولكن "أحباء صهيون" عينوه رئيسًا لهم في فلسطين عام 1887، واستخدم منصبه لمواصلة مساعدة مستوطني غديرا. حتى أنهم وأثناء الخلاف في الحي المسمى "بولموس غديرا" استجابوا لطلبه واتفقوا على الإضراب عام 1889 رغم بعدهم عن الدين. وقد أثار هذا على وجه التحديد استياء بن يهودا وغيره من "أحباء صهيون"، بما في ذلك الحاخامات الذين اعتقدوا أن هناك تصريحًا للعمل.
وفي عام 1890، حصل على دور ثانوي فقط في منظمة بني موشيه، وهي فرع من الصهاينة بقيادة آحاد هعام. وأدى ذلك إلى نشوب صراعات داخلية بينه وبين زئيف تيومكن، الذي كان بعيدًا عن التقاليد. وانتهت الصراعات بإقالته مما سبب له حزنا شديدا. وقال لأحد الأصدقاء: "هل سبق لك أن رأيت بينس يبكي؟ الآن لا أستطيع حبس دموعي".
وفي عام 1892، قدم المساعدة للمهاجرين المعوزين، من الأموال المودعة لشراء الأراضي. وكانت النتيجة إقالته. وفي عام 1893 انضم إلى أهل اليشوف القديم، بل واتهم معهم بإبلاغ السلطات عن بن يهودا كما لو كان (بن يهودا) يدعو إلى التمرد. انتقل إلى حياة سكرتير في مؤسسات اليشوف القديمة وقام بتدريس التلمود. ورغم أنه لم يتخل بشكل كامل عن معتقداته الصهيونية، إلا أنه اتجه لمحاربة فكرة الوطن اليهودي في أوغندا.
وقع في مشاكل مالية بسبب دار مسنين أدت إلى إفلاسه. عاد إلى القدس عام 1913 مريضًا ومكسورًا. توفي بينس في يافا ودُفن في جبل الزيتون في القدس.
كان الكاتب يوسف ميوتشاس صهره، وهو مثال للزواج بين أفراد من أعراق مختلفة، وهو أمر لم يكن مقبولا جدا في ذلك الوقت.
1. 1 2  مذكور في: Kressel's Cyclopedia of Modern Hebrew Literature. المُجلَّد: 2. الصفحة: 615-618. الناشر: Sifriat Po'alim. لغة العمل أو لغة الاسم: العبرية. تاريخ النشر: 1965. المُؤَلِّف: Getzel Kressel.
2. 1 2  David Tidhar (1947). "موسوعة مؤسسي وبناة إسرائيل" (بالعبرية). p. 562.